# CRAZE
CRAZE（クレイズ）は、日本のロックバンド。1994年7月結成、2006年1月9日解散。

## 来歴
結成
1992年夏に結成されたバンド、BODYはイベントを除き唯一のライブとなる1994年5月14日 日本武道館公演の2か月後に突如解散。その後、Bodyの主要メンバーであった瀧川一郎（Gt）と菊地哲（Dr）が、元ZI:KILLの飯田成一（Ba）を加えて1994年7月に結成したバンドがCRAZEである。
そこから空席のボーカリスト探しが始まるが、藤崎賢一はJUSTY-NASTYとしての活動があり参加出来ず、後にCRAZE最後のボーカリストを担当する事になるTUSK（板谷祐）に声をかけるがZI:KILLの解散直後で疲労から加入には至らず、伊藤可久や濱口正勝に声をかけるがリハーサルや単発のライブイベント出演のみで正式加入にならなかった。そこへ1995年2月24日にJUSTY-NASTYを解散する藤崎賢一（Vo）が加入意思を表明。デビュー時のラインナップが揃った。藤崎賢一、瀧川一郎、菊地哲の3人はSPYとしてライブを行ったことがある仲だった。
デビュー
藤崎賢一が加入した後、1995年3月より「COUNTDOWN TO FREEDOM」「BEAT CRAZE ACT.1」、その合間にレコーディング＆写真撮影を挟んだ後、「BEAT CRAZE ACT.2」と精力的にツアーを行う。9月6日、1st 8cmシングル『NAKED BLUE』でキングレコードからメジャーデビュー。9月21日に1stアルバム『BE CRAZY』リリースし、ツアー「BE CRAZY 95'」、シークレット公演を含む2DAYSライヴを行った。
1996年に入り、ショートツアー最終公演と同日の3月3日に2nd 8cmシングル『RISKY』、4月にはVHSビデオをリリースした後、2ndアルバムの制作に入る。7月には、3rd 8cmシングル『to me, to you』をリリースし、8月からは学園祭出演も含むツアー「CLUB CIRCUIT '96 GET THE F?CK OUT」を行う。このツアー辺りから、「お手軽金儲け主義」のロックシーンやバンド、メディアに対する怒りが露骨に表れ、苛立ちを発散するかの如く楽器やアンプ破壊を繰り返し、観客もそれに負けじと警備と揉み合いになりながらも最前列へ押し寄せて行くという、熱いライヴとなった。11月に2ndアルバム『THAT'S LIFE』を発表し、ツアー「THAT'S LIFE FOUR fuckers ROYAL V.I.P TOUR '96」を行う。ホールクラスのライヴでありながら、前ツアー同様、溜まった鬱憤をはらすかの様なライヴハウスツアーさながらの展開であった（後にVHSビデオとしてリリース）。
1997年は、VHSビデオ3本、ミニアルバム発表の他には2本のショートツアー、トークイベントを行う他は前年と比べ活発な印象が薄い年でもあった。秋頃から3rdアルバムの制作に入ったが、12月、体調不良や心労による自信喪失からヴォーカルの藤崎賢一が脱退。
1997年の藤崎賢一脱退後、緒方豊和（Vo）が加入。レコード会社をテイチクエンタテインメントに移籍。伸びやかなで変幻自在なボーカルで活躍するも、約2年後に志の違いを理由で脱退する。後任にNHKドラマ出演などの芸歴を持つ鈴木慎一郎（Vo）が加入し、レコード会社を徳間ジャパンコミュニケーションズに移籍。しかしその鈴木慎一郎は、3人とは肩を並べられないという理由で1年も経たずに脱退する。そして2000年7月にCRAZE最後のヴォーカリストとなる板谷 祐（Vo）が加入。CRAZEの半分は元D'ERLANGERメンバー、3人は元ZI:KILLメンバーという構成となった。
2005年8月、板谷祐が突如の脱退表明。歴代ボーカリストの中では最長の在籍期間だった。以降のスケジュール、発売予定だったオリジナルアルバムは白紙となった。
解散
2005年10月3日、解散発表。
ボーカリストを欠いたCRAZEは、3人体制のままノンボーカルによる「NAKED BLUE」「to me, to you」を演奏した2006年1月9日のSHIBUYA-AX公演をもって解散した。その後、瀧川一郎と菊地哲は、CIPHERとTETSUに戻り、KYOとSEELAを招集し、D'ERLANGERを再結成する。
2024年2月22日、キングレコード在籍時に発売したオリジナル・アルバム2作品、ミニアルバム、ベストアルバム、ライブアルバム、またテイチク在籍時に発売したオリジナル・アルバム2作品、シングル3作品が、同日にサブスク解禁された。

## メンバー

### 解散時のメンバー
- 瀧川一郎（Guitar）1968年1月5日生、D'ERLANGER→SPY→Body→CRAZE→D'ERLANGER
- 飯田成一（Bass）1968年11月6日生、ZI:KILL→CRAZE→johnny loves brautigan→vez→OXYMORPHONN, 幻覚
- 菊地哲（Drums）1969年2月22日生、D'ERLANGER→ZI:KILL→SPY→Body→CRAZE→D'ERLANGER, 地獄ヘルズ

### 歴代ボーカリスト
- 伊藤可久 - リハーサルのみ。その後、ギタリストとして吉川晃司のサポート等で活動した。
- 濱口正勝 - リハーサルから結成ライブまで。藤崎賢一加入に伴い脱退。TOYBOYS、RAY-GUNS（浜口祐夢名義）→CRAZE→ソロ（アニソン）
- 藤崎賢一 - 1997年12月脱退。MEIN KAMPF→JUSTY-NASTY→CRAZE→ソロ→6six→LONDON KILLS ME→LIZARD'S TAIL→Bordeaux→ORIGINAL JUSTY-NASTY→METALIC→THEE ME & EPITAPH
- 緒方豊和 - 1999年7月脱退。ASH→MAJESTY→CRAZE→tubTRaCK
- 鈴木慎一郎 - 2000年6月脱退。 DEAL→CRAZE→BLOOD, RATS, CHAIN OF THE PAIN, LOVE FIXER
- 板谷祐 - 2005年8月脱退。ZI:KILL→THE SLUT BANKS→CRAZE→THE SLUT BANKS, 新宿心音会 板谷祐, 地獄ヘルズ

## ディスコグラフィ

### シングル
|      | 発売日         | タイトル            | 規格品番   | 収録曲                                                          | 収録アルバム       | ボーカル | 備考                                        |
| ---- | -------------- | ------------------- | ---------- | --------------------------------------------------------------- | ------------------ | -------- | ------------------------------------------- |
| 1st  | 1995年9月6日   | NAKED BLUE          | KIDS-260   | 1. NAKED BLUE 2. The unclouded day                              | BE CRAZY           | 藤崎賢一 | オリコン最高10位                            |
| 2nd  | 1996年3月3日   | RISKY               | KIDS-264   | 1. RISKY 2. TO THE NIGHT                                        | THAT'S LIFE        | 藤崎賢一 | オリコン最高26位                            |
| 3rd  | 1996年7月24日  | to me, to you       | KIDS-286   | 1. to me, to you 2. I LOVE YOU（ACOUSTIC VERSION）              | THAT'S LIFE        | 藤崎賢一 | オリコン最高20位                            |
| -    | 1996年         | 傷／少年のままで    | BDCH-96111 | 1. 傷 2. 少年のままで                                           | THAT'S LIFE        | 藤崎賢一 | 非売品 オリコン集計対象外                   |
| 4th  | 1998年2月21日  | hearts              | TEDN-297   | 1. hearts 2. 言葉よりも                                         | ZERO               | 緒方豊和 | オリコン最高50位                            |
| 5th  | 1998年7月23日  | 夢追い人            | TEDN-312   | 1. 夢追い人 2. dreams                                           | ZERO               | 緒方豊和 | オリコン最高83位                            |
| 6th  | 1999年1月21日  | アイスルココロ      | TEDN-322   | 1. アイスルココロ 2. My song                                    | ware ware, war     | 緒方豊和 | オリコン最高34位                            |
| 7th  | 2000年11月22日 | baby punks 2000     | TKCA-72040 | 1. baby punks 2000 2. 武者ぶるい 3. 汚れ者RHAPSODY              | THE GROTESQUE HITS | 板谷祐   | オリコン最高37位                            |
| 8th  | 2001年2月7日   | 交錯                | TKCA-72095 | 1. 交錯 2. GOLDEN FLOWER PEOPLE                                 | craze              | 板谷祐   |                                             |
| 9th  | 2001年7月4日   | TRUE HEART          | TKCA-72148 | 1. TRUE HEART 2. ARMY -Pesce db Mix-                            | THE GROTESQUE HITS | 板谷祐   |                                             |
| 10th | 2002年7月24日  | すばらしき明日へ    | TKCA-72414 | 1. すばらしき明日へ 2. TROOPER                                  | 4/4'll b unknown   | 板谷祐   |                                             |
| 11th | 2003年5月21日  | ALONE               | TKCA-72527 | 1. ALONE 2. LIVESBEAT                                           | SPIRAL             | 板谷祐   |                                             |
| 12th | 2003年11月6日  | THANK YOU MY FRIEND | TKCA-72608 | 1. THANK YOU MY FRIEND 2. FEELING                               | Nil to Hero        | 板谷祐   |                                             |
| 13th | 2004年4月12日  | アヂト              |            | 1. アヂト                                                       | アルバム未収録     | 板谷祐   | ※ CRZ名義 ライブ会場限定 オリコン集計対象外 |
| 14th | 2006年2月22日  | NEW SONG            | TKCA-72984 | 1. NEW SONG 2. カムカムエブリバデー 3. Be Rhythm (live version) | アルバム未収録     | 板谷祐   | ラストシングル オリコン最高66位             |

### 映像作品
|                  | タイトル                                               | 発売日         | 品番        | 品番    | 品番      | 備考               |
| VHS              | タイトル                                               | 発売日         | LD          | DVD     |           | 備考               |
| ---------------- | ------------------------------------------------------ | -------------- | ----------- | ------- | --------- | ------------------ |
| 1st              | FILM CUSTOMIZE                                         | 1996年4月24日  | KIVM-100    | KILM-45 | -         |                    |
| 1st              | FILM CUSTOMIZE                                         | 2001年4月25日  | -           | -       | KIBM-19   |                    |
| 2nd              | idolize F**K MOVIES                                    | 1997年4月2日   | KIVM-207    | KILM-49 | -         | クリップ集 未DVD化 |
| 3rd              | "THAT'S LIFE" FOUR fuckers ROYAL V.I.P TOUR '96        | 1997年4月23日  | KIVM-211    | KILM-51 | -         |                    |
| 3rd              | "THAT'S LIFE" FOUR fuckers ROYAL V.I.P TOUR '96        | 2001年4月25日  | -           | -       | KIBM-20   |                    |
| 4th              | BEAT SO LONELY, ALL NIGHT LONG                         | 1997年8月21日  | KIVM-215    | -       | -         | CDと同内容 未DVD化 |
| 5th              | SCREAM FOR ROCK'N ROLL SUVIVOR TOUR 1998 Film.1        | 1998年7月23日  | TEVN-35031  | -       | -         | 未DVD化            |
| 6th              | SCREAM FOR ROCK'N ROLL SUVIVOR TOUR 1998 Film.2        | 1998年7月23日  | TEVN-35032  | -       | -         | 未DVD化            |
| プレゼントビデオ | SCREAM FOR ROCK'N ROLL SUVIVOR TOUR 1998 『OUT TAKES』 | 1998年7月      | 非売品VHS   | -       | -         | 未DVD化            |
| プレゼントビデオ | SingleClip                                             | 1999年3月      | 非売品VHS   | -       | -         | 未DVD化            |
| 7th              | baby punks tour 2000                                   | 2001年4月4日   | TKVA-68035  | -       | TKBA-1014 |                    |
| 8th              | TOUR DOCUMENT glory_ways...unknown JAPAN TOUR 2002     | 2003年5月21日  | 通販限定VHS | -       | TKBA-1034 |                    |
| 9th              | SXM                                                    | 2003年11月6日  | -           | -       | TKBA-1039 | クリップ集         |
| 10th             | Human League Circuit 2004 Vol.1                        | 2005年5月25日  | -           | -       | TKBA-1069 |                    |
| 11th             | Human League Circuit 2004 Vol.2                        | 2005年5月25日  | -           | -       | TKBA-1070 |                    |
| 12th             | stupidxc 2005 -LIVE/FILM-                              | 2005年11月16日 | -           | -       | TKBA-1076 |                    |
| 13th             | 「CRAZE FILM DECADE 1995-2005」 2006.1.9 SHIBUYA-AX    | 2006年2月22日  | -           | -       | TKBA-1086 |                    |

### 書籍
- CRAZE ARTIST BOOK『ROCK'N' ROLL OVER』（1997年10月、音楽専科社）通販限定発売

## タイアップ一覧
| 使用年 | 曲名                           | タイアップ                                                             |
| ------ | ------------------------------ | ---------------------------------------------------------------------- |
| 1995年 | NAKED BLUE                     | テレビ朝日系『Jリーグ A GOGO!!』テーマ曲                               |
| 1996年 | RISKY                          | テレビ朝日系『走れ!GET』オープニングテーマ                             |
| 1996年 | to me, to you                  | テレビ朝日系『Mew』エンディングテーマ                                  |
| 1997年 | BEAT SO LONELY, ALL NIGHT LONG | フジテレビ系『加トちゃんマチャミのお台場CHA・CHA!!』オープニングテーマ |
| 1998年 | hearts                         | フジテレビ系『来来圏』オープニングテーマ                               |
| 2001年 | 交錯                           | テレビ東京系『イカリングの面積』エンディングテーマ                     |
| 2002年 | すばらしき明日へ               | TBS系『BLITZ INDEX』8月度テーマソング                                  |
| 2003年 | ALONE                          | テレビ朝日系『完売劇場』エンディングテーマ                             |
| 2003年 | THANK YOU MY FRIEND            | テレビ朝日『セレクションX』エンディングテーマ                          |

## ミュージックビデオ
| 監督     | 曲名 |
| 不明     | 「NAKED BLUE」 「RISKY」 「TO THE NIGHT」 「to me, to you」 「傷」 「少年のままで」 「I LOVE YOU（SECRET VERSION）」 「BEAT SO LONELY, ALL NIGHT LONG」 「I don't like BACKSTREETBOYS」 「hearts」 |
| 後藤新吾 | 「baby punks 2000」 「交錯」 |
| 前嶋輝   | 「TRUE HEART」 「すばらしき明日へ」 |
| 前畑貴文 | 「ALONE」 |

## バンドスコア
- BE CRAZY（ドレミ楽譜出版社　ISBN 978-4810839234）
- THAT'S LIFE（ドレミ楽譜出版社　ISBN 978-4810839791）
- RESPECTABLE DAYS Vol.1 RED（ドレミ楽譜出版社　ISBN 978-4810864465）
- RESPECTABLE DAYS Vol.2 BLUE（ドレミ楽譜出版社　ISBN 978-4810864472）
- ZERO（ドレミ楽譜出版社　ISBN 978-4810864649）
- ware ware, war（ドレミ楽譜出版社　ISBN 978-4810865158）
- ZtsG 〜code number 7043〜（ドレミ楽譜出版社　ISBN 978-4810874174）
- CRAZE（ドレミ楽譜出版社　ISBN 978-4810874808）

## ライブ
Vol：藤崎賢一（1995年-1997年）
- 『COUNT DOWN TO FREEDOM TOUR』
  - 1995年3年15日 名古屋 DIAMOND HALL
  - 1995年3月17日 難波 W'OHOL
  - 1995年3月18日 難波 W'OHOL
  - 1995年3月20日 広島 NEOPOLIS HALL
  - 1995年3月21日 福岡 SKALA ESPACIO
  - 1995年3月23日 新潟 PHASE
  - 1995年3月25日 札幌 PENNY LANE 24
  - 1995年3月27日 仙台 BEEBMENT THEATER
  - 1995年3月29日 新宿 日清POWER STATION
  - 1995年3月30日 新宿 日清POWER STATION
- 『BEAT CRAZE ACT.1』
  - 1995年5月31日 渋谷公会堂
  - 1995年6月1日 渋谷公会堂
  - 1995年6月4日 大阪厚生年金会館
  - 1995年6月6日 名古屋 DIAMOND HALL
- 『BEAT CRAZE ACT.2』
  - 1995年8月7日 新宿 日清POWER STATION
  - 1995年8月9日 難波 W'OHOL
  - 1995年8月10日 難波 W'OHOL
  - 1995年8月21日 新宿 日清POWER STATION
  - 1995年8月23日 名古屋 BOTTOM LINE
  - 1995年8月24日 名古屋 BOTTOM LINE
  - 1995年8月28日 新宿 日清POWER STATION
- 『BE CRAZY '95』
  - 1995年10月7日 日比谷野外音楽堂
  - 1995年10月9日 仙台 IZUMITY 21
  - 1995年10月11日 札幌 FACTORY HALL
  - 1995年10月15日 長野 NBS HALL
  - 1995年10月16日 新潟 PHASE
  - 1995年10月18日 愛知県勤労会館
  - 1995年10月19日 大阪 サンケイホール
  - 1995年10月21日 熊本 FEELING HALL
  - 1995年10月23日 広島 ASTERPLAZA
  - 1995年10月24日 福岡 SKALA ESPACIO
  - 1995年10月26日 京都会館
  - 1995年10月31日 盛岡 AUN HALL
  - 1995年11月1日 山形 SHOWA SESSION
  - 1995年11月8日 高知 LIVE HOUSE ZE/YO
  - 1995年11月9日 松山 SALON KITTY
- 『CRAZY SOULMATE ROLLING SPECIAL ‘‘SUCK’’ LIVE』
  - 1995年11月19日 新宿 日清POWER STATION
  - 1995年11月20日 新宿 日清POWER STATION
- 『UP COMIN' CRAZY DAYS』
  - 1996年2月19日 大阪 サンケイホール
  - 1996年2月27日 愛知県勤労会館
  - 1996年3月3日 東京 NHK HALL
- 1996年7月29日『WO'MIX NIGHT SPECIAL ROCK OF AGE vol.1』大阪厚生年金会館（THE SPACE COWBOYS / ZYYG / SIAM SHADE / CRAZE）
- 『CLUB CIRCUIT '96 GET THE F?CK OUT』
  - 1996年8月5日 名古屋 DIAMOND HALL
  - 1996年8月7日 福岡 SKALA ESPACIO
  - 1996年8月9日 大阪 IMP HALL
  - 1996年8月10日 大阪 IMP HALL
  - 1996年8月12日 赤坂BLITZ
  - 1996年8月13日 赤坂BLITZ
  - 1996年8月21日 新潟 PHASE
  - 1996年8月23日 札幌 FACTORY HALL
  - 1996年10月10日『Nack5 GO-ROCK Vol.7』渋谷公会堂
  - 1996年10月19日 杏林大学 学園祭
  - 1996年11月4日 早稲田大学 学園祭
- 『‘‘THAT'S LIFE’’ FOUR fuckers ROYAL V.I.P TOUR '96』
  - 1996年11月17日 渋谷公会堂
  - 1996年11月19日 広島市南区民文化センター
  - 1996年11月21日 福岡 SKALA ESPACIO
  - 1996年11月23日 熊本 FEELING HALL
  - 1996年11月25日 新潟 PHASE
  - 1996年11月26日 長野 NBS HALL
  - 1996年11月28日 札幌 FACTORY HALL
  - 1996年12月2日 大阪 サンケイホール
  - 1996年12月3日 愛知県勤労会館
  - 1996年12月6日 仙台市青年文化センター
  - 1996年12月8日 京都会館
  - 1996年12月11日 中野サンプラザ
  - 1996年12月12日 中野サンプラザ
- BLITZ 2DAYS
  - 1997年1月27日 赤坂BLITZ
  - 1997年1月28日 赤坂BLITZ
- 『CRASHER in ‘‘BABY PUNKS’’ TOUR '97』
  - 1997年7月7日 大阪 サンケイホール
  - 1997年7月9日 愛知県勤労会館
  - 1997年7月13日 日比谷野外音楽堂

Vol：緒方豊和（1998年-1999年）
- 『SCREAMING FOR ROCK'N ROLL SURVIVOR TOUR 1998』
  - 1998年3月21日 赤坂BLITZ
  - 1998年3月23日 梅田 HEAT BEAT
  - 1998年3月25日 名古屋 DIAMOND HALL
  - 1998年3月31日 札幌 FACTORY HALL
  - 1998年4月2日 岩手教育会館
  - 1998年4月3日 仙台 IZUMITY 21
  - 1998年4月6日 新潟 PHASE
  - 1998年4月7日 長野 NBS HALL
  - 1998年4月9日 宇都宮市文化会館
  - 1998年4月13日 大阪 サンケイホール
  - 1998年4月15日 博多 DRUM LOGOS
  - 1998年4月17日 熊本 LIVEBASE CREW
  - 1998年4月20日 愛知県勤労会館
  - 1998年4月22日 京都教育文化センター
  - 1998年4月25日 日比谷野外音楽堂
- 『craze f live.co.jp TOUR 1998』
  - 1998年7月28日 梅田 HEATBEAT
  - 1998年7月30日 名古屋 BOTTOM LINE
  - 1998年8月6日 赤坂BLITZ
- 『the clodpolish daze '98-'99』
  - 1998年11月25日 新宿 LIQUIDROOM
  - 1998年11月27日 水戸 LIGHT HOUSE
  - 1998年11月30日 梅田 HEAT BEAT
  - 1998年12月2日 CLUB24 YOKOHAMA
  - 1998年12月6日 名古屋 DIAMOND HALL
  - 1998年12月8日 宇都宮 HELP
  - 1998年12月10日 熊谷 VOGUE
  - 1998年12月13日 市川 CLUB GIO
  - 1998年12月18日 山形 SHOWA SESSION
  - 1998年12月19日 仙台 BEEB BASEMENT THEATER
  - 1998年12月22日 前橋 club FLEEZ
  - 1998年12月29日 新宿LOFT
  - 1999年1月19日 広島 NAMIKI JUNCTION
  - 1999年1月21日 松山 SALON KITTY
  - 1999年1月25日 CLUB CITTA' KAWASAKI
  - 1999年1月27日 新潟 CLUB JUNK BOX
  - 1999年1月29日 金沢 AZ
  - 1999年1月31日 京都 MUSE HALL
  - 1999年2月1日 神戸 CHICKEN GEORGE
  - 1999年2月3日 博多 DRUM LOGOS
  - 1999年2月5日 熊本 LIVE BASE CREW
  - 1999年2月15日 札幌 PENNY LANE 24
  - 1999年3月15日 愛知県勤労会館
  - 1999年3月17日 大阪 サンケイホール
  - 1999年3月20日 東京 NHKホール
  - 1999年4月25日 Zepp Tokyo

Vol：鈴木慎一郎（1999年-2000年）
- 『‘‘invade_you’’tour 1999』
  - 1999年9月27日 梅田 HEAT BEAT
  - 1999年9月29日 赤坂BLITZ
- 『‘‘space_peep_show’’ TOUR 1999-2000』
  - 2000年1月7日 名古屋 DIAMOND HALL
  - 2000年1月12日 梅田 HEAT BEAT
  - 2000年1月14日 赤坂BLITZ
- 『［k］rack of ［c］raze tour 2000』
  - 2000年5月18日 赤坂BLITZ
  - 2000年5月23日 札幌 PENNY LANE 24
  - 2000年5月25日 仙台 CLUB JUNK BOX
  - 2000年5月30日 名古屋 DIAMOND HALL
  - 2000年6月1日 梅田 HEAT BEAT
  - 2000年6月3日 博多 DRUM LOGOS
  - 2000年6月9日 赤坂BLITZ

Vol：板谷祐（2000年-2005年）
- 『baby punks 2000』
  - 2000年7月28日 横須賀 hide museum
  - 2000年9月4日 名古屋 DIAMOND HALL
  - 2000年9月6日 梅田 HEAT BEAT
  - 2000年9月18日 赤坂BLITZ
- 2000年11月12日『AKASAKA LIVE GOES TO BLITZ vol.18』赤坂BLITZ
- 『babypunksbabypunksbabypunks tour2000』
  - 2000年12月11日 市川 CLUB GIO
  - 2000年12月13日 仙台 CLUB JUNK BOX
  - 2000年12月15日 札幌 PENNY LANE 24
  - 2000年12月18日 横浜 BAY HALL
  - 2000年12月21日 梅田 HEAT BEAT
  - 2000年12月22日 京都 MUSE HALL
  - 2000年12月24日 広島 NAMIKI JUNCTION
  - 2000年12月26日 名古屋 DIAMOND HALL
  - 2000年12月28日 博多 DRUM LOGS
  - 2000年12月30日 SHIBUYA-AX
- 『Hi-Jumpers chaos 2001』
  - 2001年3月17日 横浜 BAY HALL
  - 2001年3月20日 京都 MUSE HALL
  - 2001年3月24日 博多 DRUM LOGOS
  - 2001年3月27日 広島 NAMIKI JUNCTION
  - 2001年3月29日 神戸 CHICKEN GEORGE
  - 2001年3月31日 金沢 AZ
  - 2001年4月2日 新潟 CLUB JUNK BOX
  - 2001年4月4日 札幌 PENNY LANE 24
  - 2001年4月6日 仙台 CLUB JUNK BOX
  - 2001年4月20日 梅田 HEAT BEAT
  - 2001年4月22日 名古屋 DIAMOND HALL
  - 2001年4月26日 赤坂BLITZ
- 2001年7月28日『HARD ROCK SUMMIT vol.1』富士急ハイランド（樹音 / CLOUD NINE / CRAZE / EARTHSHAKER / Janne Da Arc / LOUDNESS）
- 『THE GROTESQUE ROCK'N'ROLL SHOW 2001』
  - 2001年8月30日 名古屋 Electric Lady Land
  - 2001年9月1日 ON AIR OSAKA
  - 2001年9月5日 SHIBUYA-AX
- 2002年1月29日『lOVE eND pEACE' OSAKA』ON AIR OSAKA
- 2002年1月31日『lOVE eND pEACE' TOKYO』SHIBUYA-AX
- 2002年4月13日『仁義なき戦いVol.1』SHIBUYA-AX（LAID / DAIGO / BUG / CRAZE）
- 2002年6月10日『えん』川崎 CLUB CITTA’
- 2002年6月21日『THE GREAT FAR EAST TRENDKILL』渋谷O-EAST
- 『Qing SQuadders Parade 2002』
  - 2002年7月9日 名古屋 Electric Lady Land
  - 2002年7月11日 大阪 BIG CAT
  - 2002年7月18日 赤坂BLITZ
- 『glory_ways...unknown JAPAN TOUR 2002』
  - 2002年9月10日 新宿 LIQUIDROOM
  - 2002年9月13日 郡山 HIP SHOT
  - 2002年9月14日 仙台 CLUB JUNK BOX
  - 2002年9月16日 青森 QUARTER
  - 2002年9月18日 函館 Bay City's Street
  - 2002年9月19日 札幌 KRAPS HALL
  - 2002年9月21日 新潟 CLUB JUNK BOX
  - 2002年9月22日 新潟 CLUE JUNK BOX
  - 2002年9月26日 京都 MUSE HALL
  - 2002年9月27日 神戸 Star Club
  - 2002年9月29日 高知 CARAVAN SARY
  - 2002年9月30日 松山 SALON KITTY
  - 2002年10月2日 博多 DRUM Be-1
  - 2002年10月4日 熊本 DRUM Be-9
  - 2002年10月5日 大分 DRUM TOP'S
  - 2002年10月7日 広島 NAMIKI JUNCTION
  - 2002年10月9日 米子 BELIER
  - 2002年10月10日 岡山 PEPPER LAND
  - 2002年10月14日 熊谷 VOGUE
  - 2002年10月16日 宇都宮 VOGUE
  - 2002年10月18日 水戸 LIGHT HOUSE
  - 2002年10月20日 静岡 SUNASH
  - 2002年10月21日 豊橋 LAHAINA
  - 2002年10月23日 金沢 AZ
  - 2002年10月25日 前橋 clube FLEEZ
  - 2002年10月27日 千葉 LOOK
  - 2002年10月29日 横浜 CLUBE 24 WEST
  - 2002年11月28日 大阪 BIG CAT
  - 2002年11月29日 名古屋 Electric Lady Land
- 2003年2月6日 SHIBUYA-AX
- 2003年4月1日 『仁義なき戦いVol.2』SHIBUYA AX
- 『SCRAP OR ALIVE R&R SHOW 2003』
  - 2003年7月13日 大阪 BIG CAT
  - 2003年7月15日 SHIBUYA-AX
- 『THE SPIRAL ROCKS TOUR 2003』
  - 2003年10月11日 横浜アリーナサウンドホール
  - 2003年10月13日 大阪 BANANA HALL
  - 2003年10月14日 名古屋 CLUB QUATTRO
  - 2003年10月16日 SHIBUYA-AX
- 2004年4月12日『CRZ OSK REVOLVER rnd.1』難波 ROCKETS
- 2004年4月18日『CRZ TKY REVOLVER rnd.1』下北沢 CLUB251
- 『THE HUMAN LEAGUE CIRCUIT 2004』
  - 2004年10月1日 下北沢 CLUB251
  - 2004年10月6日 長野 CLUB JUNK BOX
  - 2004年10月7日 新潟 CLUB JUNK BOX
  - 2004年10月9日 札幌 KRAPS HALL
  - 2004年10月11日 HooK SENDAI
  - 2004年10月14日 名古屋 HUCK FINN
  - 2004年10月15日 名古屋 HUCK FINN
  - 2004年10月17日 博多 DRUM Be-1
  - 2004年10月18日 広島 NAMIKI JUNCTION
  - 2004年10月20日 難波 ROCKETS（台風の為、公演中止）
  - 2004年10月21日 難波 ROCKETS
  - 2004年10月27日 新宿LOFT
  - 2004年10月28日 新宿LOFT
- 2004年12月26日『BUMPSHITDASH-04FINAL SLASHING-』SHIBUYA-AX
- 2005年4月27日『stupidxc-THE10th ANNIVERSARY #01』下北沢 CLUB251
- 2005年5月15日『Sound Property Project LIVEGIG Vol.1』渋谷O-EAST
- 2005年5月28日『stupidxc-THE10th ANNIVERSARY #02-』LIVE-BAR The DOORS
- 2005年6月28日『stupidxc-THE10th ANNIVERSARY #03-』原宿 ASTRO HALL
- 2005年7月28日『stupidxc-THE10th ANNIVERSARY #04-』LIVE-BAR The DOORS

ノンボーカル
- 2006年1月9日『FILM DECADE 1995-2005』『CRAZE LAST PLAY』SHIBUYA-AX ※解散